# 翅果麻
翅果麻（学名：Kydia calycina）为锦葵科翅果麻属下的一个种。